# Sikar (Distrikt)
Der Distrikt Sikar (Hindi सीकर जिला) ist ein Distrikt im westindischen Bundesstaat Rajasthan. Verwaltungssitz ist die gleichnamige Stadt Sikar.

## Bevölkerung
Die Einwohnerzahl liegt bei 2.677.737 (2011), mit 1.377.120 Männern und 1.300.617 Frauen.